# Хвощ зимующий
Хвощ зиму́ющий, или Хвощ зи́мний, или Хвощевник зимующий (лат. Equisétum hyemále) — вид многолетних травянистых растений рода Хвощ семейства Хвощовые (Equisetaceae).

## Биологическое описание

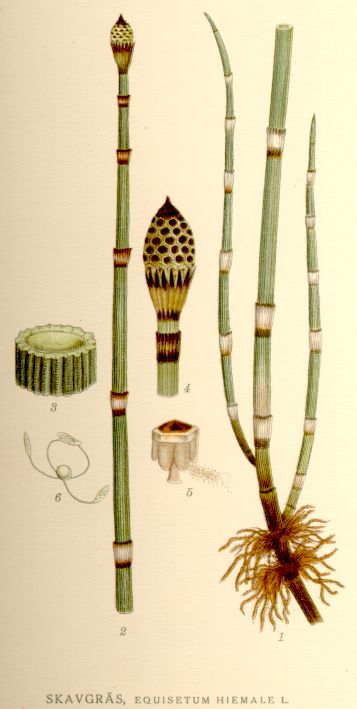

Многолетнее растение до 60 см, редко до 1 м высотой.
Стебли до 10 (14) мм в диаметре, прямые, крепкие и жёсткие, редко с немногочисленными веточками, зимуют зелёными. Рёбра стеблей всегда с двумя рядами кремнезёмных бугорков. Листовые зубцы рано и практически полностью опадают.
Колосок один, верхушечный, овальный, острый, 10—15 мм длиной.

### Химический состав
В растении обнаружены каротиноиды (в том числе β-каротин и лютеин), лигнин, флавоноиды (в том числе кверцетин, кемпферол). Побеги содержат липиды.

## Распространение и экология
Произрастает в борах, на опушках широколиственных лесов, суходольных и пойменных лугах, на сырых участках по террасам речных долин. Образует заросли.
Распространён на российском Дальнем Востоке, Кавказе, в европейской части России, Западной и Восточной Сибири, Средней Азии, Скандинавии, Атлантической и Средней Европе, Средиземноморье, в Малоазиатском и Японо-Китайском районах, в Северной Америке.

## Хозяйственное значение и применение
Лекарственное, ядовитое растение.
Стебли растения по причине наличия в стенках их клеток диоксида кремния (кремнезёма), обладающего высокой твёрдостью, можно использовать для шлифовки металлических деталей и чистки посуды.
Водный и спиртовой экстракты в эксперименте оказывают жёлчегонное действие.
В народной медицине траву применяют при мочекаменной болезни, асците, туберкулёзе лёгких, гастритах, энтероколитах, желтухе, опухолях матки, для возбуждения аппетита, при артритах, миалгиях после физического перенапряжения, как анальгезирующее при головной боли. Наружно — при маститах, пиодермии, выпадении прямой кишки, язвах.
В гомеопатии надземную часть применяют при цистите, уретрите, энурезе.
В китайской медицине надземная часть используется как диуретическое; во вьетнамской — как гемостатическое, при болезнях глаз; в корейской — аналогично китайской и вьетнамской и, кроме того, как потогонное, при дизентерии, белях, в сборах — как диуретическое при цистите, уретрите, при хроническом гепатите, метроррагиях. На Командорских островах отвар надземной части — при ревматизме.
Хвощ зимующий — кормовое для крупного рогатого скота.
Один из основных весенне—летний кормов европейского лося (Alces alces Linnaeus). По наблюдениям О. И. Семёнова-Тян-Шанского в Лапландском заповеднике поедается весной северным оленем (Rangifer tarandus Linnaeus).